# Moretele
Moretele è una cittadina sudafricana situata nella municipalità distrettuale di Bojanala Platinum nella provincia del Nordovest.

## Geografia fisica
Il centro abitato sorge a circa 70 chilometri a nord della città di Pretoria.